# 清川来吉
清川 来吉（きよかわ らいきち、1864年2月9日（元治元年1月2日）- 1957年（昭和32年）10月26日）は、日本の医師、政治家。初代鎌倉市長。広島県出身。

## 来歴
1884年、広島県立医学校（現広島大学医学部）卒業。その後、帝国医科大学（現東京大学医学部）選科で学び1888年、医師免状を授与される。同年伝染病研究所（現・東京大学医科学研究所）入所、細菌学の実施研究を行う。ままなく帰郷し広島県下に診療所を開設、また広島県医師会長を兼ねた。1889年、栃木県足尾病院副院長に就任。1891年、鎌倉雪ノ下に養生所を開設して鎌倉との繋がりが始まった。神奈川県師範学校の他、鎌倉の小学校の嘱託医となる。1900年神奈川県検疫官。1902年、鎌倉町小町に養生院（現・清川病院）を開設。1909年、鎌倉町町会議員に当選し医道から政道に転身。1917年、鎌倉町町長に初当選、以降再選留任を果たし長期に渡り町政を担う。町民多年の宿望であった市制施行に尽力、また史都鎌倉を永遠に遺すため、全市史跡地として指定すべく都市計画法施行に尽力。1939年、鎌倉の市制施行に伴い、初代鎌倉市長となった。1957年、半生を鎌倉のために尽くしその生涯を閉じた。